# Ryba na suchu
Ryba na suchu je český film z roku 1942 v režii Vladimíra Slavínského, v němž hlavní roli vytvořil Vlasta Burian.

## Děj
František Ryba (Vlasta Burian) je převozník a majitel půjčovny loděk, který na řece Lužnici zachránil už 98 lidí! Jednou ráno zachránil Květu Pěknou (Ema Gonicová) a ještě pana Vodičku (Josef Gruss), ten se zamiloval do Rybovy dcery Anči (Marie Štrossová). Ta však miluje Ing. Pánka (Vítězslav Vejražka), ten má dělat na řece regulaci. O té nechce starý Ryba nic slyšet, to by byl konec jeho živnosti a zachraňování. Už mu chybí jen jeden člověk. Když se dozví, že si jeho dcera chce vzít Pánka, tak se v hospodě opije a urazí svého přítele starostu Hořánka (Jaroslav Marvan), se kterým se i popral. Ryba pak seděl v hospodě celou noc. V noci však do řeky spadl kluk a Pánek ho zachránil. Ve městě si ale mysleli, že kluka zachránil Ryba. A začali chystat slavnost. Celé město přišlo k jeho chalupě, ale Ryba je vyhodil. Poté se smířil s regulací i s tím, že si jeho dcera vezme Pánka. Vodička kvůli tomu, že ho Anča nechce, skočil do vody a Ryba ho zachránil – zachránil svého stého! Penzista Tichý (Václav Trégl) ještě zastihl průvod, ten se vrátil a byla oslava, na které si Ryba i zazpíval...